# 黃顯章
黄顯章（1744年—1817年），字達文，號樸亭翁，廣東新會縣人，清朝政治人物，同進士出身，潮州府教授。

## 生平
乾隆五十三年（1788年）戊申科舉人，廣州府鄉試第五十名增生。嘉慶元年（1796年）四月二十五日丙辰恩科殿試，登進士三甲第七十九名。五月初三，著就閑歸班銓選。
其後任職翰林院、吏部觀政即選知縣。嘉慶五年（1800年）任潮州府教授，接替姚璋（平遠人）。
嘉慶十八年（1813年）自潮州府教授職告老還鄉，由蔡學元（新安人）接任。

## 家族
祖父黄元盛。父黄羡初，號悦藩翁。父、祖皆得封贈文林郎。妻黎氏。另說妻張氏，貢生張天池女，涌邊人，嘉慶三年（1798年）故，獲旌表貞節坊。

## 著作
- 新會杜阮《黄氏族譜》，嘉慶三年（1798年）作[9]

- 續岡州遺稿 : 8卷 作[10]

《甲寅（1794年）十二月二十四日佛山解缆二十五晚阻沙步罗怀之同年韵》
万里征人笑转蓬，
禅山初度雨微濛。
满胸幽绪凭谁诉，
孤枕寒灯一夜中。
《早过中宿峡》
峭壁双峰立，中流一水通。
寒云迷古寺，残月挂长空。
山鸟依林静，春花映日红。
轻舟移櫂去，逸兴与谁同。
- 广州市花都区塱头古村题字 [11]

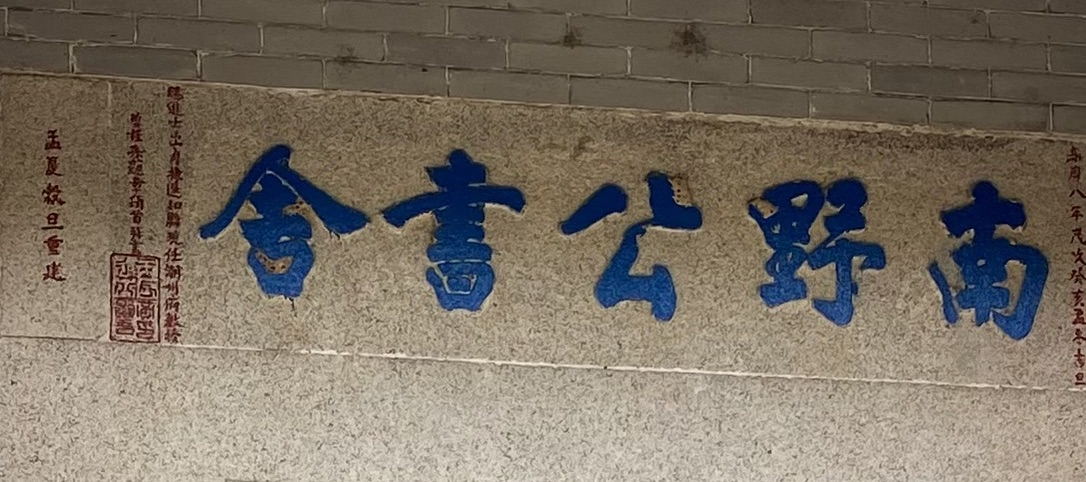
位于塱头村塱中社。建于清光绪七年（1881年）。坐北朝南，三间两进，总面阔11.1米，总进深12米，建筑占地144平方米。硬山顶，碌灰筒瓦，青砖墙，红泥阶砖铺地。黄显章锡进士出生任潮州府教授题字。

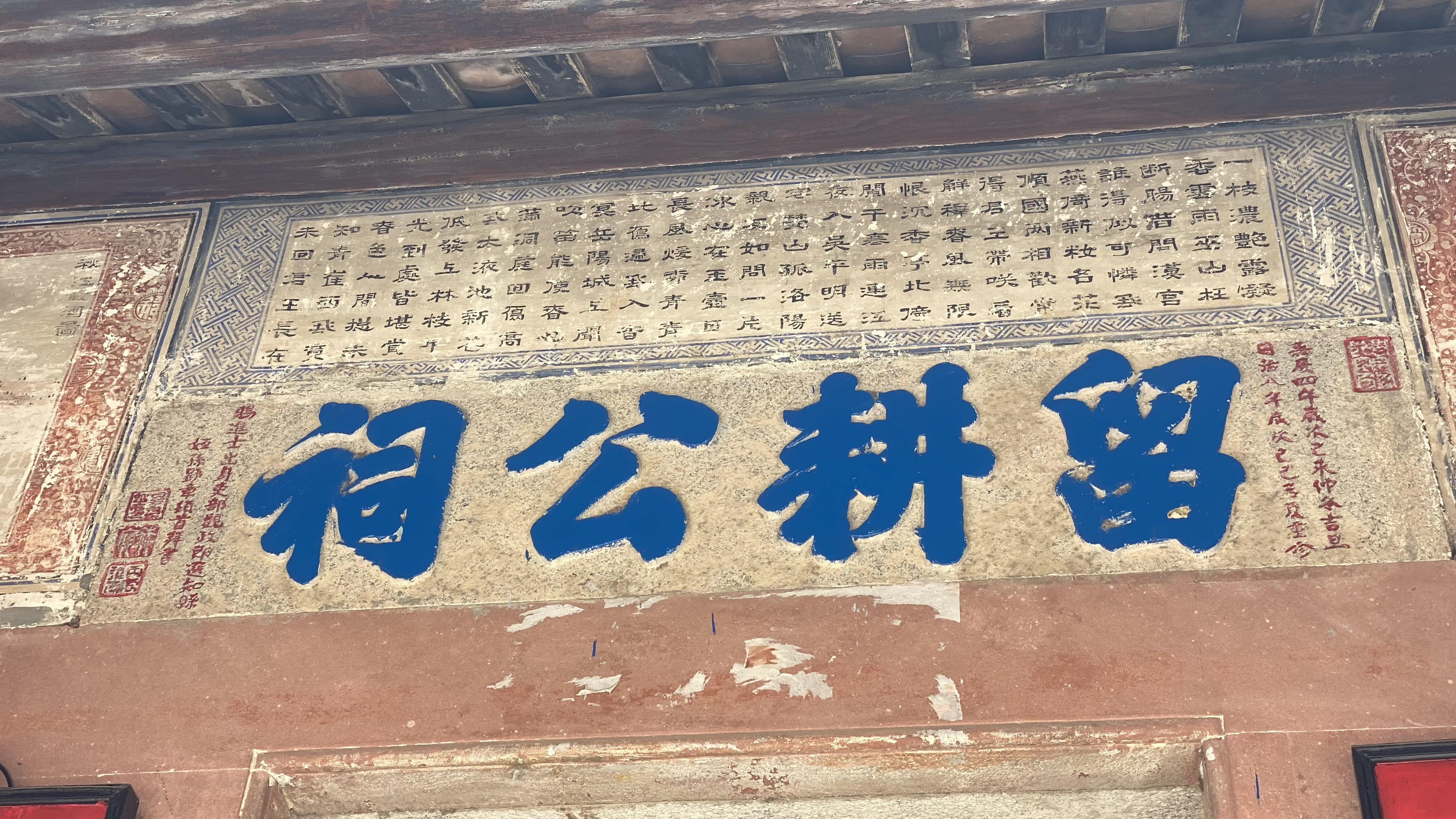
留耕公祠是广州市花都塱头古村的一间祠堂，始建年代清嘉庆四年（1799年），在2015年12月公布为广东省文物保护单位。